# Parthenopidae
Super-famille
Famille
Les Parthenopidae sont une famille de crabes, la seule de la super-famille des Parthenopoidea. Elle comprend plus de 140 espèces actuelles et près de 40 fossiles dans 43 genres dont cinq fossiles.

## Liste des genres
Selon World Register of Marine Species (30 octobre 2015) :
- sous-famille Daldorfiinae Ng & Rodríguez, 1986
  - genre Daldorfia Rathbun, 1904
  - genre Niobafia S. H. Tan & Ng, 2007
  - genre Olenorfia S. H. Tan & Ng, 2007
  - genre Thyrolambrus Rathbun, 1894
- sous-famille Parthenopinae MacLeay, 1838
  - genre Agolambrus S. H. Tan & Ng, 2007
  - genre Aulacolambrus Paul'son, 1875
  - genre Celatopesia Chiong & Ng, 1998
  - genre Certolambrus S. H. Tan & Ng, 2003
  - genre Costalambrus S. H. Tan & Ng, 2007
  - genre Cryptopodia H. Milne Edwards, 1834
  - genre Derilambrus S. H. Tan & Ng, 2007
  - genre Distolambrus S. H. Tan & Ng, 2007
  - genre Enoplolambrus A. Milne-Edwards, 1878
  - genre Furtipodia S. H. Tan & Ng, 2003
  - genre Garthambrus Ng, 1996
  - genre Heterocrypta Stimpson, 1871
  - genre Hispidolambrus McLay & S. H. Tan, 2009
  - genre Hypolambrus S. H. Tan & Ng, 2007
  - genre Lambrachaeus Alcock, 1895
  - genre Latulambrus S. H. Tan & Ng, 2007
  - genre Leiolambrus A. Milne-Edwards, 1878
  - genre Mesorhoea Stimpson, 1871
  - genre Mimilambrus Williams, 1979
  - genre Neikolambrus S. H. Tan & Ng, 2003
  - genre Nodolambrus S. H. Tan & Ng, 2007
  - genre Ochtholambrus S. H. Tan & Ng, 2007
  - genre Parthenope Weber, 1795
  - genre Parthenopoides Miers, 1879
  - genre Patulambrus S. H. Tan & Ng, 2007
  - genre Piloslambrus S. H. Tan & Ng, 2007
  - genre Platylambrus Stimpson, 1871
  - genre Pseudolambrus Paul'son, 1875
  - genre Rhinolambrus A. Milne-Edwards, 1878
  - genre Solenolambrus Stimpson, 1871
  - genre Spinolambrus S. H. Tan & Ng, 2007
  - genre Tutankhamen Rathbun, 1925
  - genre Velolambrus S. H. Tan & Ng, 2007
  - genre Zarenkolambrus McLay & S. H. Tan, 2009
- genre Lambrus Leach, 1815
- genre Parthenolambrus A. Milne Edwards, 1878

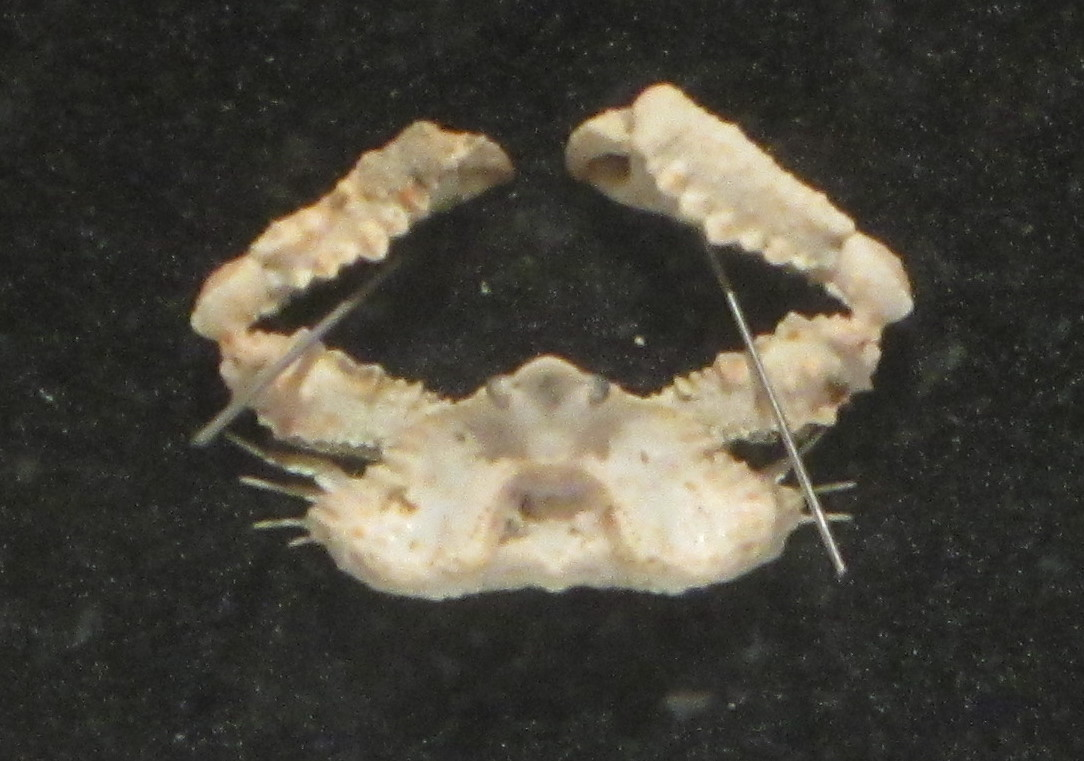
Cryptopodia contracta
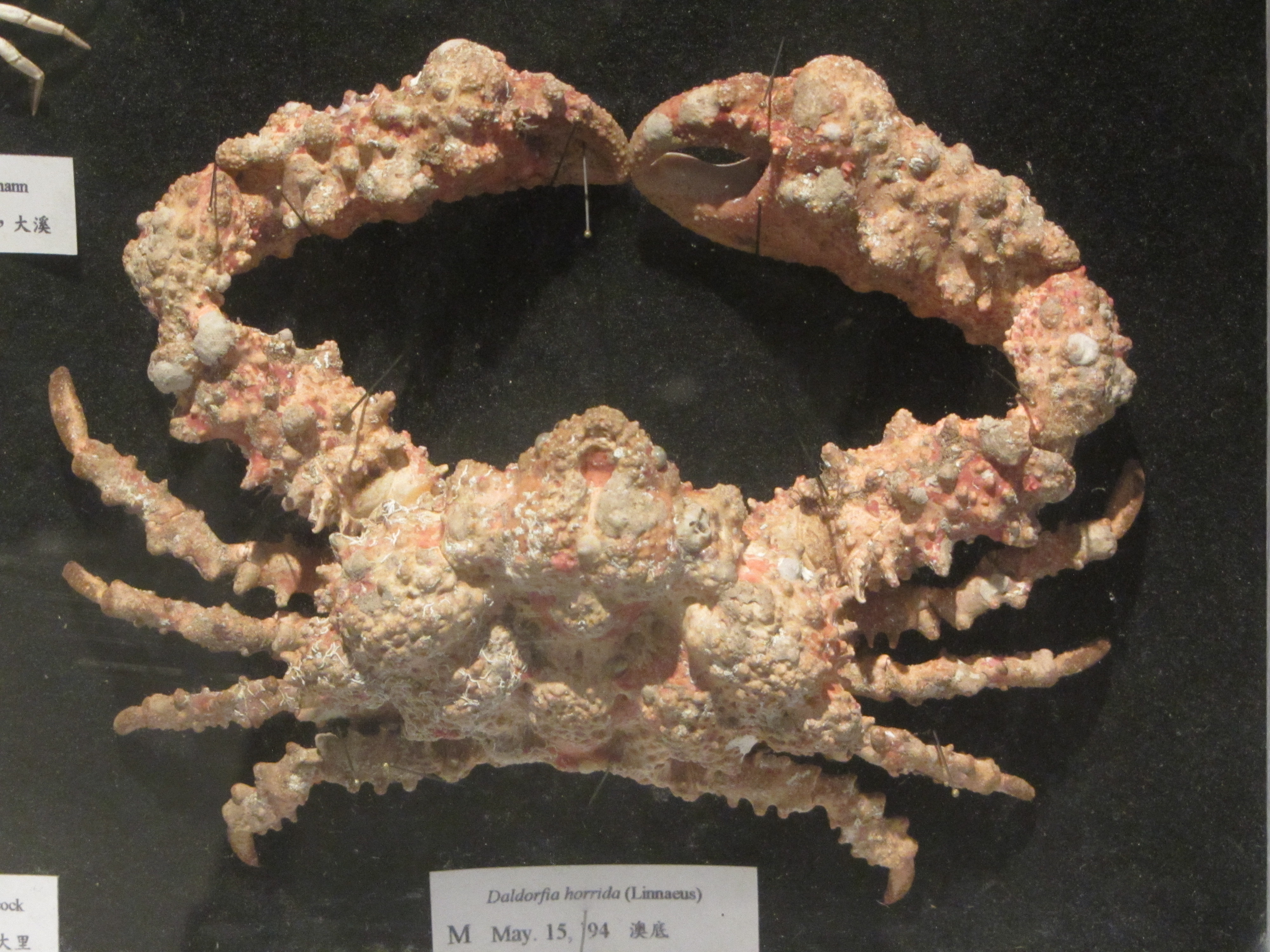
Daldorfia horrida
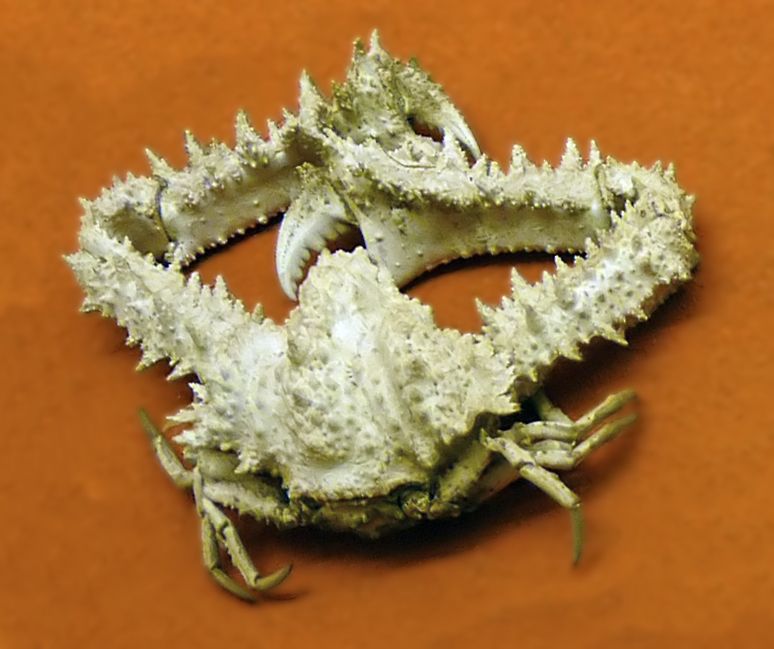
Enoplolambrus validus
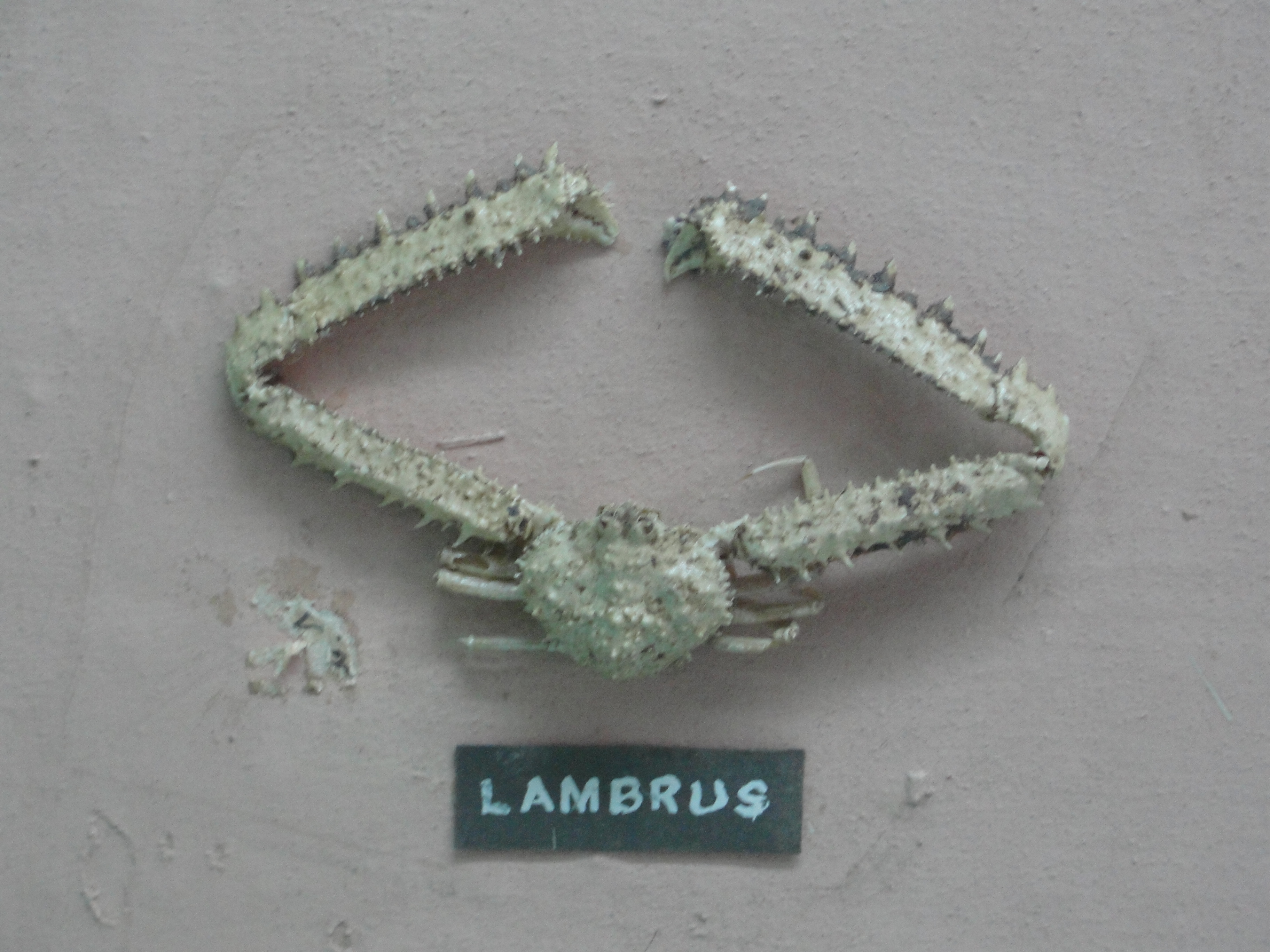
Lambrus sp.
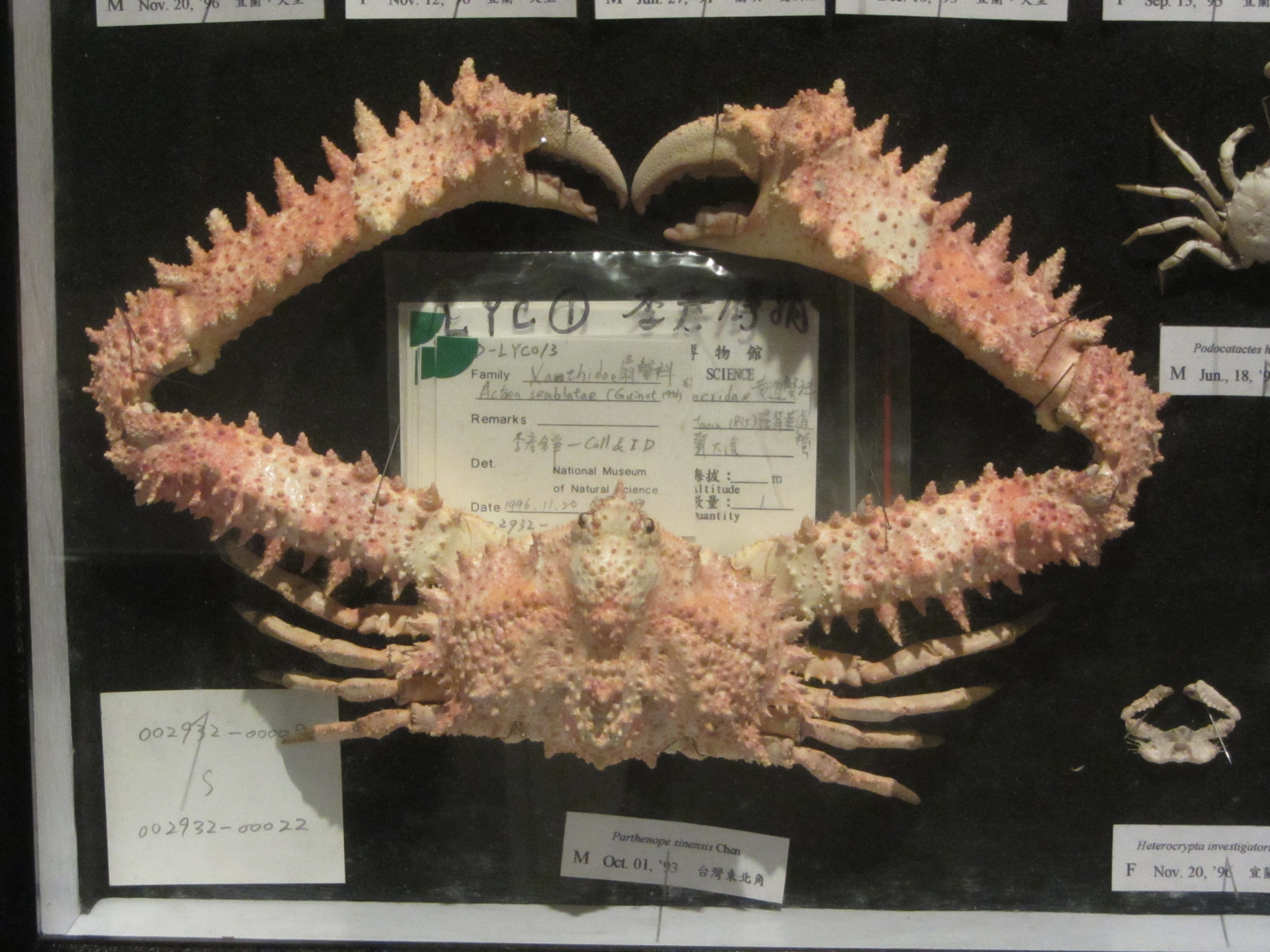
Parthenope sinensis
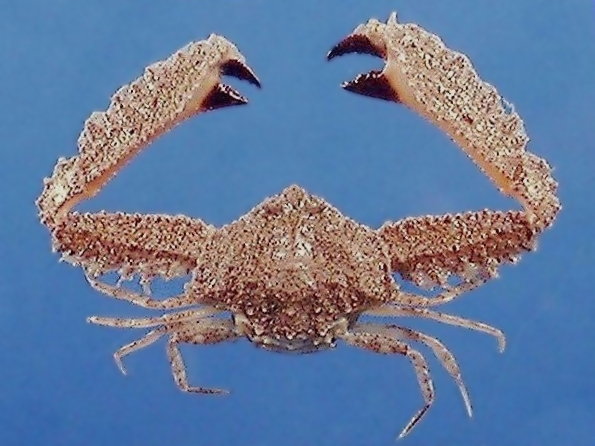
Platylambrus granulatus
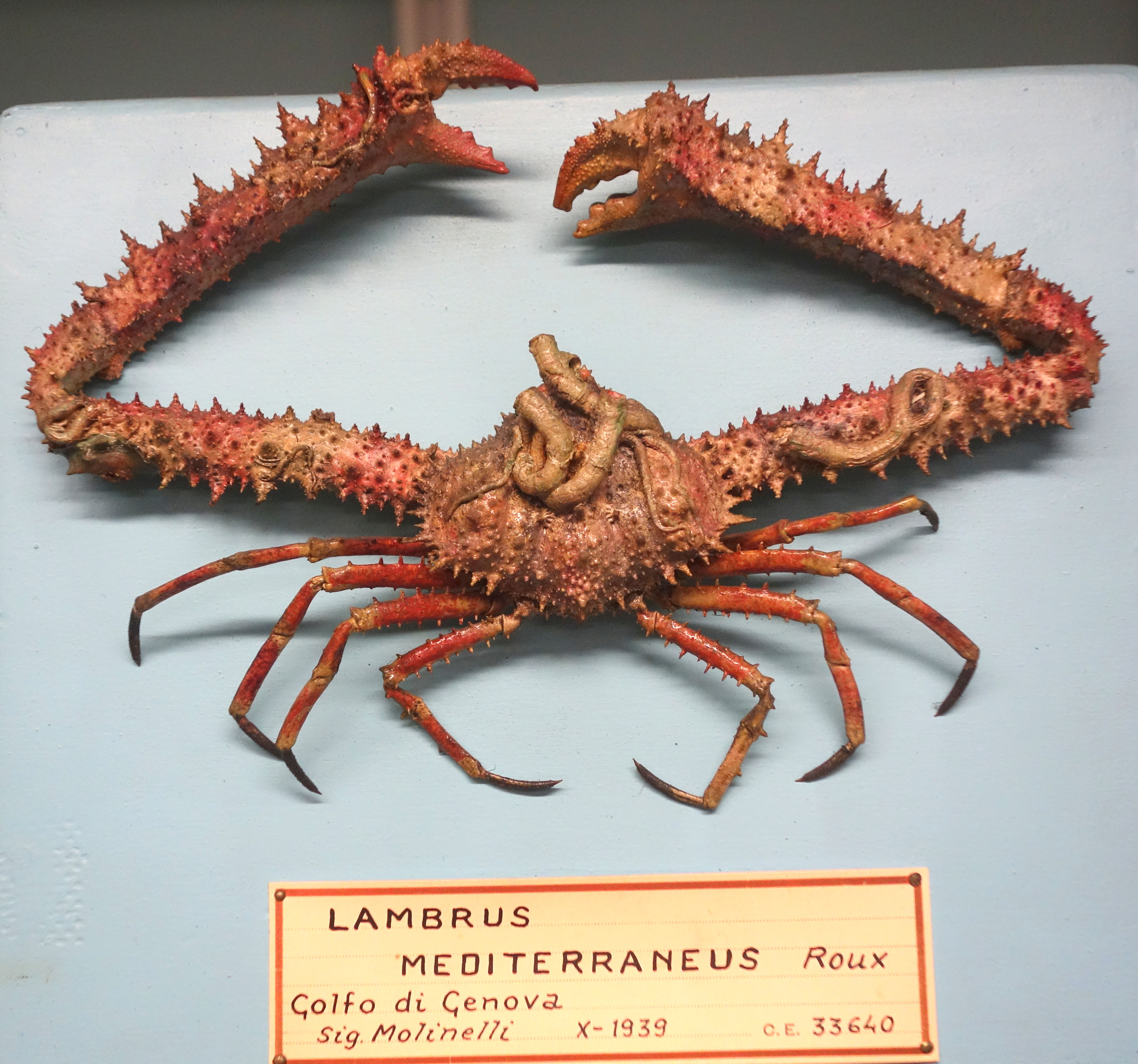
Spinolambrus macrochelos

## Référence
- Macleay, 1838 : On the brachyurous decapod Crustacea brought from the Cape by Dr. Smith. Illustrations of the Annulosa of South Africa; being a portion of the objects of natural history chiefly collected during an expedition into the interior of South Africa, under the direction of Dr. Andrew Smith, in the years 1834, 1835. and 1836; fitted out by “The Cape of Good Hope Association for Exploring Central Africa”. p. 53–71.

## Sources
- Ng, Guinot & Davie, 2008 : Systema Brachyurorum: Part I. An annotated checklist of extant brachyuran crabs of the world. Raffles Bulletin of Zoology Supplement, n. 17, p. 1–286.
- De Grave & al., 2009 : A Classification of Living and Fossil Genera of Decapod Crustaceans. Raffles Bulletin of Zoology Supplement, n. 21, p. 1-109.